# ESV Buchloe
Der Eissportverein Buchloe (ESV Buchloe) ist ein Eissport- und Eishockeyverein aus Buchloe im schwäbischen Landkreis Ostallgäu, der aus den drei Abteilungen Eiskunstlauf, Eisstockschießen und Eishockey besteht. Wichtiger Teil des Vereins ist das Eishockeyteam Buchloe Pirates, das in der Bayernliga spielt.

## Geschichte

### Anfänge (1961–1976)
Die Gründung des ESV geht auf ein Treffen Buchloer Eissportfans am 9. November 1961 zurück. Dabei entschied man sich
gegen den Anschluss an einen bestehenden Verein und gründete aus den 18 Anwesenden den neuen Eissportverein Buchloe (ESVB), als dessen erster und zweiter Vorsitzender Siegmar Hartrampf bzw. Adolf Mehl gewählt wurden. Auf dem bereits zur Gründung als Spielstätte auserkorenen Breiten Postweiher fand am 1. Januar 1962 das erste Freundschaftsspiel des jungen ESV statt. In der ersten Jahreshauptversammlung Ende September 1962 wurde dieser Platz allerdings für nicht mehr ausreichend befunden und man pachtete ein 7300 m² großes Gelände an der Eschenlohstraße, woraufhin in den nächsten Monaten durch ehrenamtliches Engagement eine solide, 60 Meter lange und 30 Meter breite, Spielfläche entstand. Im Sommer des nächsten Jahres wurde die Anlage weiter zu einem Natureisstadion umgebaut, das offiziell am 22. Dezember eröffnet wurde und einen Beitritt zum Verbandsspielbetrieb der Eishockeymannschaft ermöglichte.
Dieser gelang im Jahr 1966 mit dem Aufstieg in die Landesliga Bayern. Zu diesem Zeitpunkt zählte der Verein bereits mehr als 230 Mitglieder. Um ein breites Angebot an sportlichen Möglichkeiten zu bieten, wurden bereits 1964 die Abteilungen der Eiskunstlauf, Eisstockschießen und Tennis gegründet. Letztere erhielt zwei Plätze, die im Juni 1964 eingeweiht wurden, und wurde 1967 als TC Buchloe selbstständig.

### 1976 bis heute
Nachdem bereits 1973 die Angst vor übermäßig hohen Kosten für die Instandsetzung des bestehenden Natureisstadions in der Eschenlohstraße den Bau eines neuen Kunsteisstadions ins Gespräch gebracht hatte, wurde selbiger 1976 vom Stadtrat Buchloes beschlossen. Spatenstich des 1,7 Mio. DM teuren Vorhabens war am 13. August 1977. Dank der Fertigstellung bis Mitte Dezember desselben Jahres konnte bereits am 6. Januar 1978 ein Eröffnungsspiel stattfinden. Das Stadion wurde 1988 erweitert und 2004 überdacht. In der Saison 2007/2008 konnte der ESV Buchloe mit der Bayerischen Landesliga-Meisterschaft seinen größten Erfolg der jüngeren Vereinsgeschichte feiern. Auf der ewigen Tabelle der Bayernliga lag er nach 176 Spielen in sechs Spielzeiten auf Platz elf und nach acht Spielzeiten mit 226 Spielen auf Platz zehn.

## Erfolge
| - Deutscher Regionalliga-Meister 1984 - Aufstieg in die Regionalliga 1982, 2008, 2020 - Bayerischer Vizemeister 1982 - Aufstieg in die Natureis-Bayernliga/4. Liga 1973 - Aufstieg in die Bayerische-Landesliga/4. Liga 1967 - Bayerischer Landesliga-Meister 2008, 2019, 2020 | - Bayerischer Landesliga-Vizemeister 1990 - Bayerische Landesliga-West Rekordmeister (V) - Bayerischer Landesliga-Vizemeister S/W 2020 - Bayerischer Landesliga-Vizemeister West 1986, 2006 - Bayerischer Kreismeister 1967 - Bayernkrug-Pokalfinale 2004, 2005 |  |

## Infrastruktur
Der ESV Buchloe spielt in einem Kunsteisstadion in der Rießerseestraße in Buchloe. Es wurde 1978 eingeweiht und wurde 2004 einem Umbau unterzogen. Seither ist es überdacht und bietet 1500 Plätze, darunter 50 Sitzplätze. Durchschnittlich sehen zwischen 300 und 650 Zuschauer die Spiele des ESV (insgesamt zwischen 3000 und 7500 pro Saison), wobei je nach Saison Auslastungen zwischen 15 und 30 % erreicht werden.